# Hazaran
Hazaran (Hazar, Hezar) es un macizo de la meseta central iraní y es el extremo oriental de los montes Zagros. Se encuentra en la provincia de Kerman, en el sureste de Irán. Con una altitud de 4500 m, es el pico más alto de la provincia de Kerman. La cadena de Jebal Barez es una continuación hacia el sureste. El río Halil nace en la región de Bid Khan. El macizo está situado en la zona rodeada por las ciudades de Kerman, Bardsir, Sirjan, Baft, Jiroft y Bam.
Compuesto principalmente de andesita del Eoceno y rocas piroclásticas, el Monte Hazar o Hazaran está situado en una cordillera central iraní, la cordillera o cinturón volcánico Sahand - Bazman, una cadena montañosa que se formó principalmente durante el vulcanismo del Eoceno y que se extiende aproximadamente desde el volcán Sahand en el noroeste de Irán hasta el volcán Bazman en el sureste de Irán.

## Picos principales
- Kuh-e Hazaran (Kūh-e Hazār) 4500 m[4] 29°30′42″N 57°16′18″E / 29.51167, 57.27167[1]
- Kuh Shah 4380 m 29°23′28″N 56°44′50″E / 29.39111, 56.74722
- Kuh-e Palvar 4229 m 30°4′14″N 57°27′55″E / 30.07056, 57.46528
- Kuh-e Jupar 4150 m 29°55′N 57°12′E / 29.917, 57.200
- Kuh-e Khabr 3856 m 28°49′N 56°25′E / 28.817, 56.417
- Kuh-e Bidkhan 3424 m 29°36′14″N 56°32′49″E / 29.604, 56.547